# Fränk Schleck
Fränk René Schleck (Luxemburg-stad, 15 april 1980) is een Luxemburgs voormalig beroepswielrenner.
Schleck was van 2003 tot 2016 professional en reed tot 2010 voor de Deense formatie Team Saxo Bank en diens voorloper, Team CSC. Hij verruilde in 2014 RadioShack Leopard voor Trek Factory Racing. Zijn grootste overwinningen zijn de Amstel Gold Race van 2006, de Ronde van Zwitserland van 2010 en vier keer het Luxemburgs kampioenschap wielrennen op de weg. In 2012 werd hij voor een jaar geschorst vanwege het gebruik van doping. Hij mocht daarom bijvoorbeeld niet meedoen aan de Ronde van Frankrijk van 2013.
Schleck is een zoon van Johny Schleck, die profwielrenner was van 1965 tot 1974. Zijn vijf jaar jongere broer Andy was tussen 2005 en 2014 eveneens professioneel wielrenner.

## Biografie
Fränk Schleck, geboren in Luxemburg op 15 april 1980, behaalde zijn eerste grote overwinning als prof in 2006, door de Amstel Gold Race te winnen. In de Ronde van Frankrijk van datzelfde jaar won hij de vijftiende etappe naar de Alpe d'Huez, werd hij elfde in het eindklassement en vijfde in het bergklassement. Eerder in het seizoen was hij al vijfde geworden in Parijs-Nice, vierde in de Waalse Pijl, zevende in Luik-Bastenaken-Luik en tweede op het Luxemburgs kampioenschap.
In het najaar van 2006 behaalde hij ook nog een zevende plek in de Ronde van Lombardije, waardoor hij met 165 punten derde werd in het eindklassement van de UCI ProTour, na Alejandro Valverde en Samuel Sánchez. Aan het einde van het jaar werd hij uitverkozen tot Luxemburgs Sportman van het Jaar. Op 19 juni 2007 won hij de vierde etappe in de Ronde van Zwitserland. Op 18 juni 2008 maakte hij in de vijfde etappe in de Ronde van Zwitserland een hallucinante val: hij dook een ravijn in. Wonderbaarlijk kwam hij er zonder kleerscheuren uit.
Eind september 2008 maakte Süddeutsche Zeitung bekend dat Schleck een overschrijving van 6991 euro had gedaan naar dopingarts Eufemiano Fuentes. In de papieren van Fuentes zou de codenaam Amigo de Birillo ("vriend van Birillo", de codenaam van Ivan Basso) verwijzen naar hem. Op basis van deze gegevens werd een onderzoek geopend bij het Luxemburgs Antidopingagentschap ALAD. Op 2 oktober bekende Schleck de overschrijving gemaakt te hebben, nadat hij eerder ontkende Fuentes te kennen. De volgende dag maakte de ploegleiding van Team CSC bekend dat Schleck en de ploegleiding gezamenlijk hebben besloten dat hij geen wedstrijden rijdt tot er duidelijkheid is. Inmiddels werd Schleck door zowel het Luxemburgs antidopingagentschap als de UCI vrijgesproken van dopinggebruik. Daardoor kon hij gewoon weer meerijden tijdens het seizoen van 2009.
In 2009 won Schleck voor de tweede maal in zijn loopbaan een etappe in de Ronde van Frankrijk. In het eindklassement van de Ronde van Frankrijk 2009 bezette hij de vijfde plaats. Eerder dat jaar had hij al een rit in de Ronde van Californië en een etappe en het eindklassement van de Ronde van Luxemburg op zijn naam geschreven.
In de Ronde van Frankrijk 2010 moest Schleck opgeven in de derde rit, nadat hij gevallen was op de kasseien. Hij had zijn sleutelbeen op drie plaatsen gebroken en moest geopereerd worden. Dat gebeurde nog diezelfde nacht.
In de Ronde van Frankrijk 2011 werd Schleck derde in het eindklassement. Hij stond samen met zijn broer Andy, die tweede werd, op het podium in Parijs.
Op 17 juli 2012 werd bekendgemaakt door de Internationale Wielerunie (UCI) dat Schleck positief getest is op het vochtafdrijvende middel Xipamide tijdens de Ronde van Frankrijk 2012. Hij werd door zijn ploeg direct uit de Tour gehaald. Fränk Schleck zelf beweerde kort na de bekendmaking dat, als zijn B-staal ook positief is, hij vergiftigd' is. Drie dagen na de eerste bekendmaking werd ook bekend dat de B-staal positief was. Op 31 januari 2013 werd bekend dat Schleck met terugwerkende kracht voor één jaar is geschorst door het Luxemburgse Antidopingagentschap (ALAD). De schorsing gaat in op 14 juli 2012, waardoor hij de Ronde van Frankrijk van 2013 aan zich voorbij moet laten gaan. Schleck bleef echter volhouden dat de doping niet met opzet in zijn lichaam terecht is gekomen. Op 4 juli maakte RadioShack Leopard bekend dat hij was ontslagen.
In de wegwedstrijd op de Olympische Spelen in Rio de Janeiro werd Schleck twintigste, op ruim drieënhalve minuut van winnaar Greg Van Avermaet.

### Privéleven
Schleck is op 31 december 2009 getrouwd met Martine. Op 15 april 2010, Schlecks dertigste verjaardag, werd hun dochter Leea geboren. Het gezin woont in Mondorf-les-Bains.

## Belangrijkste overwinningen
2005
 Luxemburgs kampioen op de weg, Elite

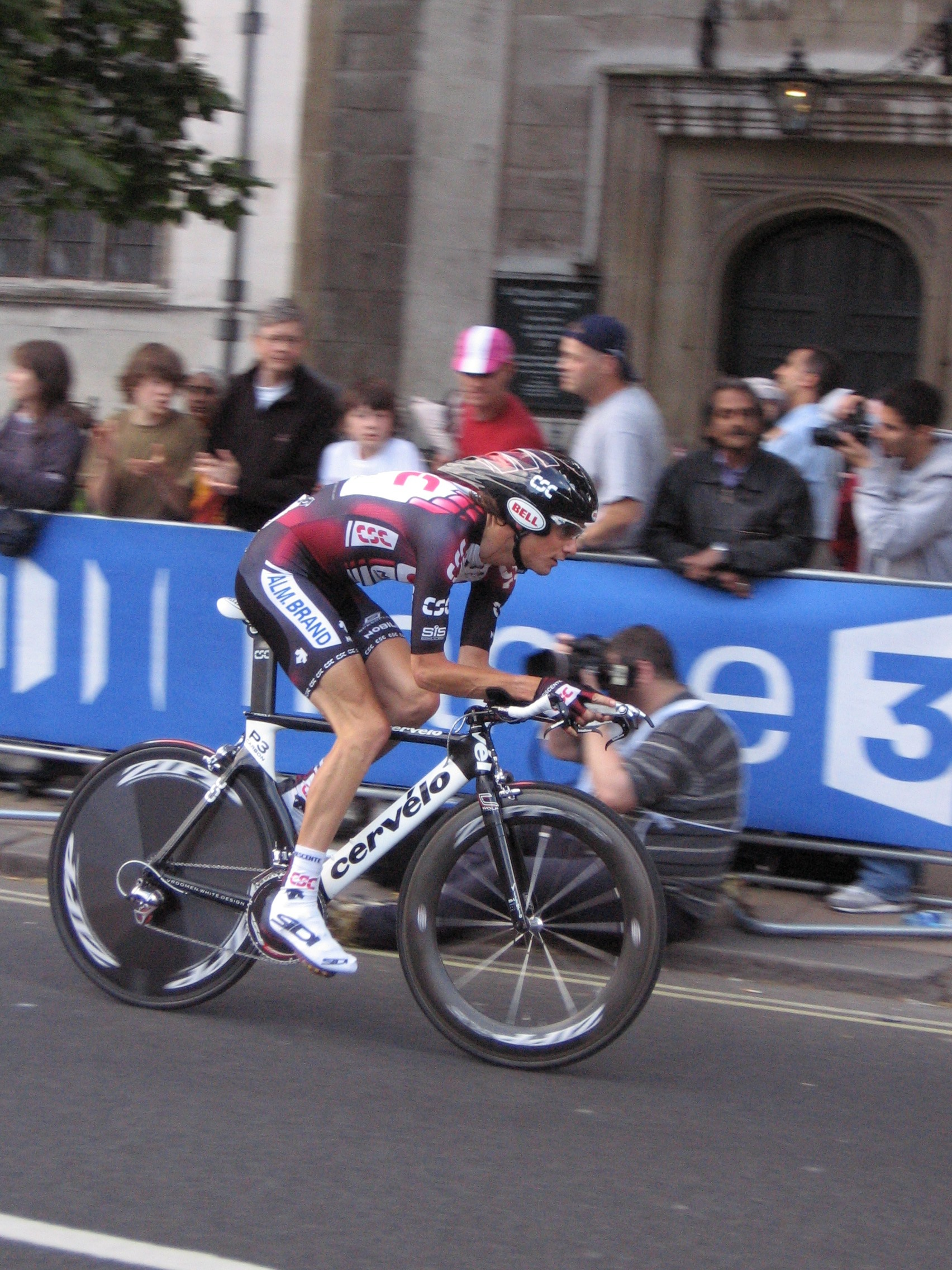
Fränk Schleck tijdens de proloog van de Ronde van Frankrijk 2007.

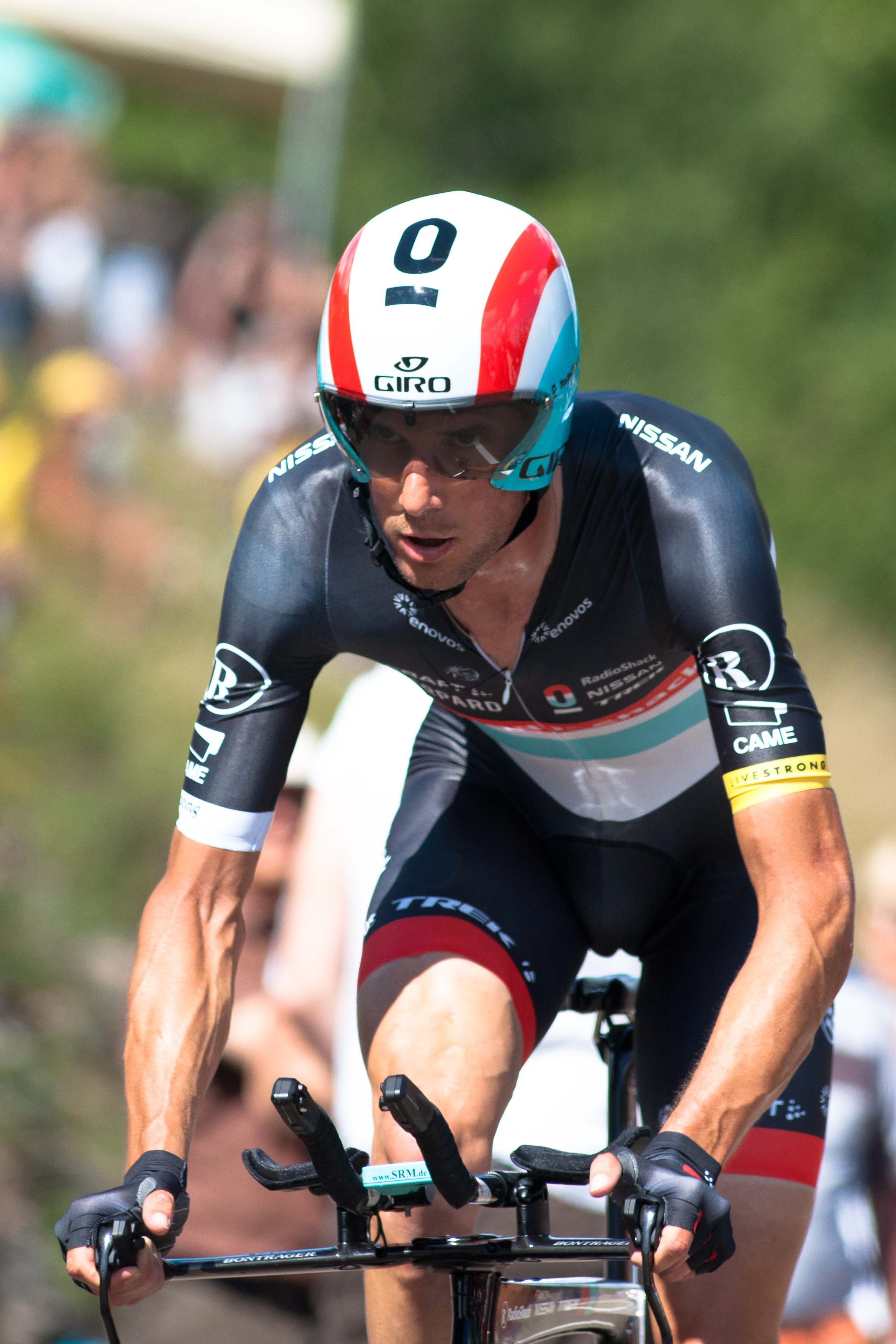
Fränk Schleck tijdens de 9e etappe (een individuele tijdrit) van de Ronde van Frankrijk 2012.

2006
Amstel Gold Race
15e etappe Ronde van Frankrijk
2007
4e etappe Ronde van Zwitserland
Ronde van Emilia
2008
 Luxemburgs kampioen op de weg, Elite
1e etappe Ronde van Polen (ploegentijdrit)
2009
8e etappe Ronde van Californië
3e etappe Ronde van Luxemburg
Eindklassement Ronde van Luxemburg
17e etappe Ronde van Frankrijk
2010
2e etappe Ronde van Luxemburg
3e etappe Ronde van Zwitserland
Eindklassement Ronde van Zwitserland
Amstel Curaçao Race
 Luxemburgs kampioen op de weg, Elite
2011
1e etappe Internationaal Wegcriterium
Eindklassement Internationaal Wegcriterium
 Luxemburgs kampioen op de weg, Elite
2014
 Luxemburgs kampioen op de weg, Elite
2015
16e etappe Ronde van Spanje

## Resultaten in voornaamste wedstrijden
| Jaar | Ronde van Italië | Ronde van Frankrijk | Ronde van Spanje |
| ---- | ---------------- | ------------------- | ---------------- |
| 2003 |                  |                     | opgave           |
| 2004 |                  |                     | 46e              |
| 2005 | 42e              |                     |                  |
| 2006 |                  | 10e (1)             |                  |
| 2007 |                  | 17e                 |                  |
| 2008 |                  | 5e                  |                  |
| 2009 |                  | 4e (1)              | opgave           |
| 2010 |                  | opgave              | 4e               |
| 2011 |                  | ↑                   |                  |
| 2012 | opgave           | opgave              |                  |
| 2014 |                  | 12e                 |                  |
| 2015 |                  |                     | 24e (1)          |
| 2016 |                  | 34e                 |                  |

| Jaar | Milaan-San Remo | Amstel Gold Race | Luik-Bast.‑Luik | Ronde van Lombardije | Waalse Pijl | Clásica San Sebastián |  | WK op de weg |  | Wereldranglijsten |
| ---- | --------------- | ---------------- | --------------- | -------------------- | ----------- | --------------------- |  | ------------ |  | ----------------- |
| 2003 |                 | 100e             |                 | 17e                  |             |                       |  |              |  |                   |
| 2004 |                 | 66e              | 77e             |                      | 94e         | 34e                   |  | 10e          |  |                   |
| 2005 | 32e             | 97e              | 63e             | ↑                    | 28e         |                       |  |              |  | 13e (UPT)         |
| 2006 | 20e             | ↑                | 7e              | 7e                   | 4e          | 21e                   |  | 29e          |  | (UPT)             |
| 2007 | 29e             | 10e              | ↑               | 13e                  | 7e          | 26e                   |  | 4e           |  | 17e (UPT)         |
| 2008 | 52e             | ↑                | ↑               |                      | 78e         |                       |  | 41e          |  | 38e (UPT)         |
| 2009 |                 |                  | 23e             |                      |             |                       |  |              |  | 19e (UWK)         |
| 2010 |                 | 7e               | 8e              |                      | 41e         |                       |  | 16e          |  | 16e (UWK)         |
| 2011 |                 | 22e              | ↑               |                      | 7e          | 6e                    |  |              |  | 10e (UWT)         |
| 2012 |                 | 12e              | 23e             |                      | 20e         |                       |  |              |  | 58e (UWT)         |
| 2014 |                 | 24e              | 19e             | 24e                  | 56e         |                       |  |              |  | 100e (UWT)        |
| 2015 |                 | 56e              | opgave          | 38e                  | 58e         |                       |  |              |  | 129e (UWT)        |
| 2016 |                 | opgave           |                 | 29e                  | opgave      |                       |  |              |  |                   |

## Ploegen
- 2000 –  De Nardi-Pasta Montegrappa
- 2001 –  Festina-Lotus (stagiair vanaf 1-9)
- 2002 –  Team CSC-Tiscali (stagiair vanaf 1-9)
- 2003 –  Team CSC
- 2004 –  Team CSC
- 2005 –  Team CSC
- 2006 –  Team CSC
- 2007 –  Team CSC
- 2008 –  Team CSC Saxo Bank
- 2009 –  Team Saxo Bank
- 2010 –  Team Saxo Bank
- 2011 –  Leopard Trek
- 2012 –  RadioShack-Nissan-Trek
- 2013 –  RadioShack Leopard
- 2014 –  Trek Factory Racing
- 2015 –  Trek Factory Racing
- 2016 –  Trek-Segafredo